# 과육

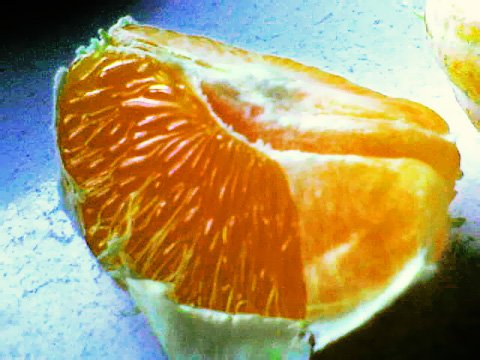
오렌지의 과육

과육(果肉) 또는 열매살은 열매에서 껍질을 제외한 씨를 둘러싸고 있는 살 부분을 가리킨다.

## 개요
과육은 속씨식물의 과실 가운데 장과나 핵과 등 동물에 섭취되어 종자 살포을 실시하는 것 중에서, 다육질로 당분이나 지방 등의 영양소나 수분을 축적해, 종자 살포에 관여하는 동물을 유인하는 기능을 가져, 동물의 음식이 되는 부분을 가리킨다. 특히 인간의 생활에서 채소나 과일로서 식용이 되는 재배 식물의 과실에서 다육다즙의 식용 부분을 가리킨다.

## 기능
과육은 식물의 씨앗이 성장하기 위한 영양분이 아니라 동물에 섭취되어 씨앗 종자를 널리 퍼뜨리는 데 목적이 있다. 씨앗이 성장하기 위한 영양분은 씨앗 속에 있는 배젖에 저장된다.

## 부위
과육이 되는 부분은 복숭아나 멜론과 같이 과피의 중층, 즉 과일 껍질의 중간층(중과피)에서 유래한 것, 감귤류와 같이 과피의 내면에 밀생한 털에서 유래한 것, 수박이나 바나나와 같이 배주를 만드는 태좌에서 유래한 것, 사과나  딸기와 같이 꽃턱(花托)에서 유래한 것, 라이치와 같이 주병으로부터 발달한 가종피에 유래한 것 등이 있다.

## 종류
- 적육계(붉은색 계통의 과일) - 수박・멜론・용과・석류・블루베리
- 황육계(노란색 계통의 과일) - 배
- 청육계(녹색 계통의 과일) - 멜론・참외
- 백육계(흰색 계통의 과일) - 멜론・사과・용과・블루베리・참외

## 같이 보기
- 과피
- 과즙
- 종자